# Volta Laboratory Association
Die Volta Laboratory Association, auch Volta Associates, bestehend aus Alexander Graham Bell, Chichester Alexander Bell und Charles Sumner Tainter in Washington D.C., Vereinigte Staaten wurde am 8. Oktober 1881 von Alexander Graham Bell ins Leben gerufen. Die entwicklerischen Schwerpunkte des technisch orientierten Verbundes lagen in der Erkundung elektrischer und akustischer Zusammenhänge hinsichtlich des von Alexander Graham Bell erfundenen Telefons sowie des von Thomas Alva Edison entwickelte Phonographen.

## Historie
Zu Anfang der Volta Laboratory Association stand die Verleihung des von Napoleon III. zu Ehren von Alessandro Volta ausgelobten Volta-Preis an Alexander Graham Bell durch die Académie des sciences für die Erfindung des Telefons. Mit dem ausgelobten Preisgeld von fünfzigtausend Francs, entsprechend in etwa zehntausend US-Dollar konnte der finanzielle Grundstein für die Unternehmung gelegt und infolgedessen ein kleines Backsteingebäude, welches vormals als Stall fungierte, in der 1221 Connecticut Avenue N.W., Georgetown, Washington, D.C. angemietet und bezogen werden.
Die Gemeinschaft beendete ihre Tätigkeit bezüglich der Verbesserung des edisonschen Phonographen und der damit mit in Verbindung stehenden Neuentwicklung des Graphophons im Jahre 1885. Ebenso fanden mit dem Ende der Volta Laboratory Association Arbeiten an technischen Aufzeichnungsmöglichkeiten von Schallwellen auf sich drehenden Scheiben ein vorzeitiges Ende. Charles Sumner Tainter führte die begonnenen, noch nicht zum Abschluss gebrachten Experimente bezüglich des Graphophons fort. Chichester Alexander Bell dementgegen kehrte in seine Heimat, das Vereinigten Königreich und dort nach London zurück. Die fruchtbare Zusammenarbeit zahlte sich letztendlich für die drei beteiligten Erfinder durch die Erteilung von in Summe sechzehn Patenten positiv aus, auf deren Basis die kommerzielle Auswertung des Graphophons aufbaute konnte, gebündelt in einer nachfolgend gegründeten Unternehmung firmierend als Volta Graphophone Company. An dieser waren wiederum Alexander und Chichester Bell sowie Charles Sumner Tainter beteiligt.